# Jean Drèze
Jean Drèze (1959) is een Belgisch-Indiaas econoom.
In India, waar hij verbonden is aan de Universiteit van Allahabad, houdt hij zich bezig met onderwerpen als ontwikkelingseconomie, hongersnood, sociale ongelijkheid en de MNREGA. Hij publiceerde en werkte samen met vooraanstaande economen als Amartya Sen en Nicholas Stern. Zo verscheen in 2013 An Uncertain Glory. India and Its Contradictions, dat hij samen met Sen schreef over de economische groei van India en de levensomstandigheden in het land.
Drèze werd geboren in België als zoon van de econoom Jacques Drèze. Hij studeerde wiskundige economie aan de Universiteit van Essex. Daarna doceerde hij aan de London School of Economics en de Delhi School of Economics. In 2002 verkreeg hij de Indiase nationaliteit.

## Publicaties
- Hunger and Public Action , 1989 (met Amartya Sen)

- Bibsys: 90398038
- Biblioteca Nacional de España: XX5408479
- Bibliothèque nationale de France: cb122797699 (data)
- CiNii: DA04522493
- Gemeinsame Normdatei: 170062562
- International Standard Name Identifier: 0000 0001 0925 4830
- Library of Congress Control Number: n88239162
- Bibliotheek van het Japanse parlement: 001223848
- Nationale Bibliotheek van Tsjechië: vse20191054849
- Nationale bibliotheek van Australië: 35700618
- Nationale Bibliotheek van Israël: 987007575609605171
- Nederlandse Thesaurus van Auteursnamen: 080694624
- Réseau des bibliothèques de Suisse occidentale: 02-A003192389
- Système universitaire de documentation: 031616917
- Virtual International Authority File: 93146732
- WorldCat: E39PBJcr8j9BMwmJxfkKd6qYT3